# アタテュルク・オリンピヤト・スタドゥ
アタテュルク・オリンピヤト・スタドゥ（トルコ語: Atatürk Olimpiyat Stadı）は、トルコのイスタンブールのヨーロッパ側にある多目的スタジアム。収容人数は改修工事後77,563名で、トルコで最大規模のサッカースタジアムである。

## 歴史
2008年の夏季オリンピック招致を目的に建設、2004年にUEFAの5つ星スタジアムに認定された。2005年にはUEFAチャンピオンズリーグ決勝が行われた。2021年も同様に開催予定であったが、開催地が変更された。
2023年のUEFAチャンピオンズリーグ 2022-23決勝戦の会場として使用された。
また、2010年シーズンまでガラタサライSKがトルコ・テレコム・アリーナに移転するまではUEFA主催試合で使用されていた。これはガラタサライが本拠としていたアリ・サーミ・イェン・スタジアムの収容人数が22,800席であることからである。
コンサートとしての開催ではU2の「360° Tour」が2010年9月6日に開催された。
2020年イスタンブールオリンピック構想では、当地は陸上競技会場に設定されていた。